# Владыко, Сергей Васильевич
Владыко, Сергей Васильевич (род. 3 февраля 1978) — украинский функционер, президент Ассоциации мини-футбола Украины с 2013 года.
Руководитель компании «Спорт Сервис», официального дистрибьютора Joma и Kelme на Украине, являющейся техническим партнёром нескольких команд украинской мини-футбольной Экстралиги («Энергия», «ЛТК»), Высшей лиги чемпионата Украины по футболу («Карпаты») и др. Организация входит в число спонсоров проведения на Украине телевизионных трансляций матчей чемпионата и Кубка Испании по мини-футболу.
Участник Чемпионата Украины по мини-футболу 2000—2001 года во Второй лиге. Участник и призёр турнира «Белая акация» (Одесса).
Организатор международного мини-футбольного турнира «Lviv Open Cup».
В марте 2013 избран президентом Ассоциации мини-футбола Украины.
Женат, воспитывает трёх сыновей. 